# Új Jobboldali Kongresszus
Az Új Jobboldali Kongresszus (lengyelül Kongres Nowej Prawicy, KNP) egy lengyel jobboldali konzervatív-liberális és euroszkeptikus párt. 2011. március 25-én a "Reálpolitika Uniója – Szabadság és Jogállam"-ként regisztrált. 2011. május 12-én "Új Jobboldali Kongresszus"-ra nevezték át a pártot. Janusz Korwin-Mikke vezette a pártot, őt 2015. január 5-én Michał Marusik váltotta. A párt szimbóluma egy háromszínű főnix.